# Har H̱oreshan
Har H̱oreshan (hebreiska: הר חורשן) är en kulle i Israel.   Den ligger i distriktet Haifa, i den norra delen av landet. Toppen på Har H̱oreshan är 167 meter över havet.
Terrängen runt Har H̱oreshan är platt åt sydväst, men åt nordost är den kuperad.Runt Har H̱oreshan är det ganska tätbefolkat, med 230 invånare per kvadratkilometer. Närmaste större samhälle är Hadera, 18,5 km sydväst om Har H̱oreshan. Trakten runt Har H̱oreshan består till största delen av jordbruksmark.